# Megaupload
Megaupload，曾經是一家美国在线网络硬盘服务商，总部设于香港。

## 历史
2008年網站停止happy hour time但允许同时下载多个文件。
2009年，香港和中國大陸IP位址被屏蔽，並限定使用Mega Manager每日下载3个文件，但是使用Mega工具下载文件时经常断线，导致下载失败。
2012年1月19日，Megaupload被美國FBI強制關閉，網站創始人金·達康（Kim Dotcom，為德國、芬蘭雙重國籍）和其他三名高層在紐西蘭被捕，另有兩名被告在逃。
2012年8月紐西蘭法院認為FBI在證據不足下，違反法律搜索Megaupload辦公大樓，拒絕美國對引渡金·達康的要求。
2013年1月19日，金·達康在推特上表示，新的MegaUpload將會上線起用，伺服器也都就緒。據他所說，有很多投資者對MegaUpload非常有興趣。
2013年1月20日，新版MegaUpload於紐西蘭正式上線，名為MEGA。
2015年7月31日，金·達康在推特上表示，Mega已經被在中國因詐欺罪被通緝的投資者闫永明惡意收購，他已經不再參與Mega，不具有Mega的股東或管理能力，不要相信Mega，他會再創造一個與Mega競爭的免費空間。
2015年12月，新西兰一家下级的法院判决金·達康和他的三个同事可以被引渡到美国。他们在美国被控犯有阴谋、敲诈和洗钱罪。
2016年8月23日，闫永明与新西兰法院达成和解，需缴纳4285万新西兰币的财产，包括Mega公司18.8%的股份。
2017年2月20日，新西兰高等法院裁决金·达康可以被引渡到美国。引渡理由不是版权问题，在新西兰在线播放受版权保护的作品不属于刑事犯罪。

## 功能
| 功能                           | 付費會員 | 免費會員 | 非會員 |
| ------------------------------ | -------- | -------- | ------ |
| 從Megaupload下載文件           |          |          |        |
| 使用Mega Manager上載及下載文件 |          |          |        |
| 下載優先權                     | 高       | 中       | 低     |
| 最大平行下載                   | 無限制   | 無限制   | 無限制 |
| 使用filemanager線上存取        | 無限制   | 200 GB   | 沒有   |
| 每個文件上載的容量上限         | 無限制   | 50 GB    | 500 MB |
| 每24小時可下載文件數目         | 無限制   | 限制     | 限制   |
| 下載文件前的等候時間           | 沒有     | 10秒     | 60秒   |
| 廣告                           | 小       | 中       | 大     |

## MEGA工具
- Mega manager
- Mega toolbar
- File box
- Mega Key

## 其他服務
- Megavideo

## 法律案件

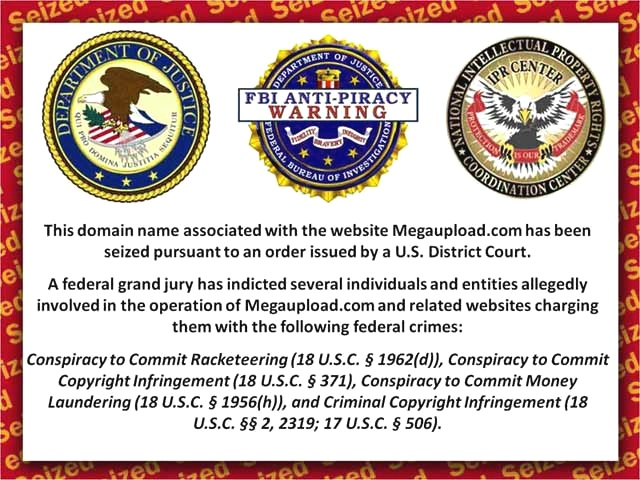
查獲的域名被重定向到FBI、美國司法部和 NIPRCC 的指控通知

2012年1月19日，該網遭到美國司法部以擁有大量的侵犯著作權檔案為由，強制關閉網站。而新西蘭警方更拘捕網站的37歲德國創辦人，他擁有香港及新西蘭居留權。

### 起訴的基礎
起訴書 總結道， Megaupload 在運作方式上不同於其他文件存儲商業活動。起訴書認為其運行模式上的以下設計要素是其具有犯罪意圖和風險的證據：
1. 實際上，「絕大多數」用戶沒有顯著的長期私人存儲的能力。存儲的存續取決於頻繁的文件下載。在大多數情況下，不被下載的文件很快就被移除，但常被下載的文件會被保留。
2. 因為為存儲而付款的用戶只佔一個很小的比例，商業模式建立在廣告的基礎上。人們瀏覽廣告主要發生於下載文件時。所以說，商業模式並非建立在存儲上，而是建立在最大化下載次數上。
3. 被起訴的人「指導用戶如何在 Mega 系列網站上定位侵權內容。……（而且）……與他人分享 Mega 系列網站用戶的評論，那些評論展示了他們使用過或嘗試使用過 Mega 系列網站來獲取受版權保護內容的侵權副本。」
4. 被起訴的人，並不依賴於文件的鏈接，而是可以直接搜索內部數據庫，這與公眾不同。起訴書聲稱，他們「為了自己或他們的合夥人，搜索過內部數據庫，所以他們可能可以直接訪問侵犯版權的內容。」
5. 網站使用一種全面的移除方法來辨認兒童色情內容，但沒有把這種方法應用在移除侵權的內容上。(item 24)
6. 侵權的用戶的帳戶並沒有被封禁，而且被告「沒有做顯著的努力來辨認那些用 Mega 系列網站來侵犯版權的用戶，或是防止用戶上傳侵權內容，亦或是辨認受版權保護的內容的侵權副本。」(item 55-56)
7. 網站使用一種激勵程序來鼓勵上傳「流行」的文件，作為對成功的上傳者的回報。(item 69e et al)
8. 被告明確地討論過逃稅和侵權問題。(69i-l)

### 抗議声音
美國司法部門這樣突發性強制關站的舉動引起網路界的憤怒，進一步更引發許多報復舉動。一個名為「匿名者」（Anonymous）的駭客團體為了表達對於網路分享自由此一理念的支持，他們一連癱瘓美國司法部、美國電影協會、環球音樂集團（Universal Music）、美國唱片業協會（RIAA）等網站，並引發網路使用者一片叫好之聲。